# Лопатоніс
Лопатоніс, також Справжній лопатоніс, Американський лопатоніс (Scaphirhynchus) — рід риб родини осетрових, що мешкають в прісних водах Північної Америки. Містить три види. Рило широке, сильно сплощене, лопатоподібне. бризкальців немає. Зяброві перетинки прикріплені до міжзябрового проміжку і не утворюють складки. Хвостове стебло довге і суцільно вкрите кістковими пластинками.

## Види
- Scaphirhynchus albus (Forbes & Richardson, 1905) — Лопатоніс білий
- Scaphirhynchus platorynchus (Rafinesque, 1820) — Лопатоніс плосконосий
- Scaphirhynchus suttkusi (Williams & Clemmer, 1991) — Лопатоніс Сутткузі